# 宝鼎大桥
宝鼎大桥又名陶家渡大桥，编号为3007号桥，是中华人民共和国四川省攀枝花市一座跨越金沙江的桥梁，位于西区陶家渡街道和格里坪镇之间、摩梭河口旁。由于它是宝鼎煤矿区与外界联系的主要通道，所以桥面设计为双层结构，上层通行汽车、下层传送煤炭。

## 历史
陶家渡原为金沙江上的一处古渡口，1922年朱德曾由此渡江逃过滇系军阀的追捕。陶家渡南岸的宝鼎山中有煤炭蕴藏，从清朝已有人开采。1939年西昌行辕地质专员常隆庆经会理到仁和一带进行地质调查后，发表了《云南永仁纳拉箐煤田报告》。中华人民共和国成立后，加大了对此地煤矿的开采。1962年起宝鼎煤矿短暂下马，但随着1965年国家三线建设攀枝花钢铁基地开工，宝鼎矿区建设全面展开。1968年作为宝鼎矿区过江通道的沿江吊桥建成，但其设计标准太低，无法满足需要，新的宝鼎大桥应运而生。

## 建设
宝鼎大桥由渡口交通指挥部测设队设计，渡口市桥梁工程处施工，1979年7月1日动工，1982年12月28日建成通车。此桥是攀枝花市1980年代建成的唯一一座跨越金沙江的桥梁，并长期为金沙江攀枝花市境内最上游的桥梁，直到二十七年后观音岩大桥建成为止。
大桥全长391.98米，分上下两层，上层通行汽车，设计荷载为汽—20、拖—100，桥面总宽12.5米，其中行车道宽9米，两侧人行道各宽1.5米，桥面两侧设1.05米高的钢筋混凝土水磨石花栏杆；下层为原煤运输走廊，宽3.2米，采用皮带运输。大桥主孔跨径170米，为钢筋混凝土箱型薄壁无铰拱桥，是当时国内同类型桥梁中跨径最大的。引桥南岸为二孔35米预应力梁桥和二孔30米钢筋混凝土T型梁桥，北岸为二孔35米预应力梁桥和一孔16米钢筋混凝土T型梁桥。建桥中，桥墩支柱采用同步液压滑升模板工艺施工，引桥行车道梁和输煤梁采用预制构件，并用当时国内罕见的跨径350.9米的悬索吊装方法进行安装。这些施工工艺是当时国内公路建设上最新的，工程验收时受到有关专家和设计人员的好评。

## 现状
受重载运煤车辆运行影响，宝鼎大桥于2012年2月22日出现局部桥面沉陷，川煤集团攀煤公司随即决定对大桥实施交通管制，于次日凌晨在车道上设置了限高横杆，禁止总高超过2.2米的车辆通行，重车只能绕行下游的法拉大桥。2014年3月16日起宝鼎大桥开始断道维修，禁止一切车辆和行人通行，计划2014年7月25日前修复。

## 相邻道路
| 江北道路                                            | 金沙江                             | 江南道路                    |
| --------------------------------------------------- | ---------------------------------- | --------------------------- |
| 西区沿江快速路（建设中） 原址被吞并的老路：肉联厂路 | 宝鼎大桥 往格里坪镇← →往陶家渡街道 | 陶家渡西路 曾用名：（未变） |